# Julsiefen

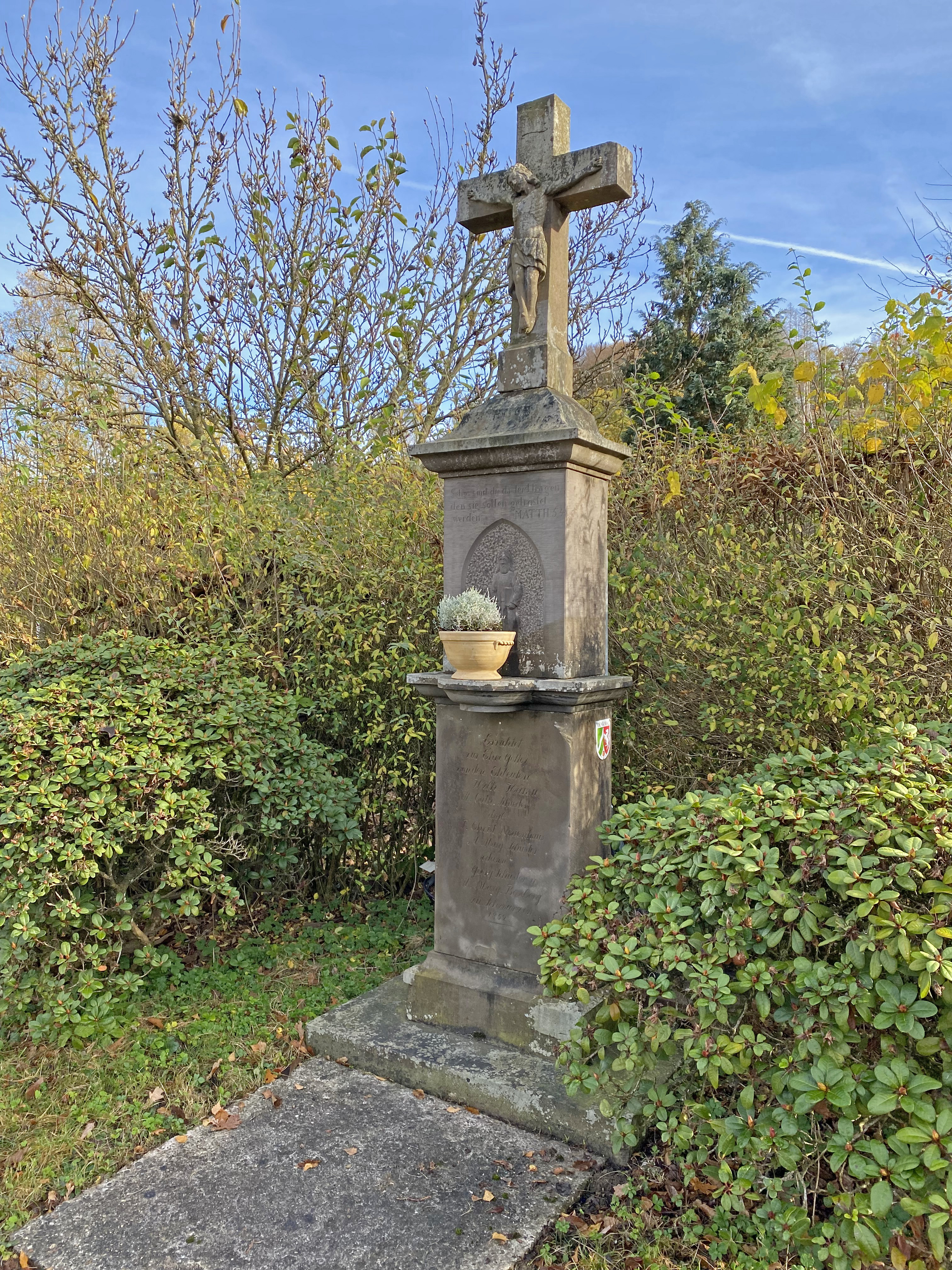
Wegekreuz (1852)

Julsiefen ist eine Ortschaft in der Gemeinde Wipperfürth im Oberbergischen Kreis im Regierungsbezirk Köln in Nordrhein-Westfalen (Deutschland).

## Lage und Beschreibung
Der Ort liegt im Südwesten der Stadt Wipperfürth im Tal des Schwarzenbaches an der Landesstraße L129. Nachbarorte sind Überberg, Wipperfeld, Heid und Unterschwarzen.
Der Ort gehört zum Gemeindewahlbezirk 160 und damit zum Ortsteil Wipperfeld.

## Geschichte
Aus dem Jahre 1852 stammt ein im Ortsbereich stehendes Wegekreuz aus Sandstein, das heute unter Denkmalschutz steht. Auf der topografischen Karte der Jahre 1893 bis 1896 wird der Ort erstmals aufgeführt. Die Ortsbezeichnung lautet hier bereits Julsiefen.

## Busverbindungen
Über die Haltestelle Unterschwarzen der Linie 427 (VRS/OVAG) ist Julsiefen an den öffentlichen Personennahverkehr angebunden.

## Wanderwege
Der vom SGV ausgeschilderte örtliche Rundwanderweg A2 führt durch den Ort.

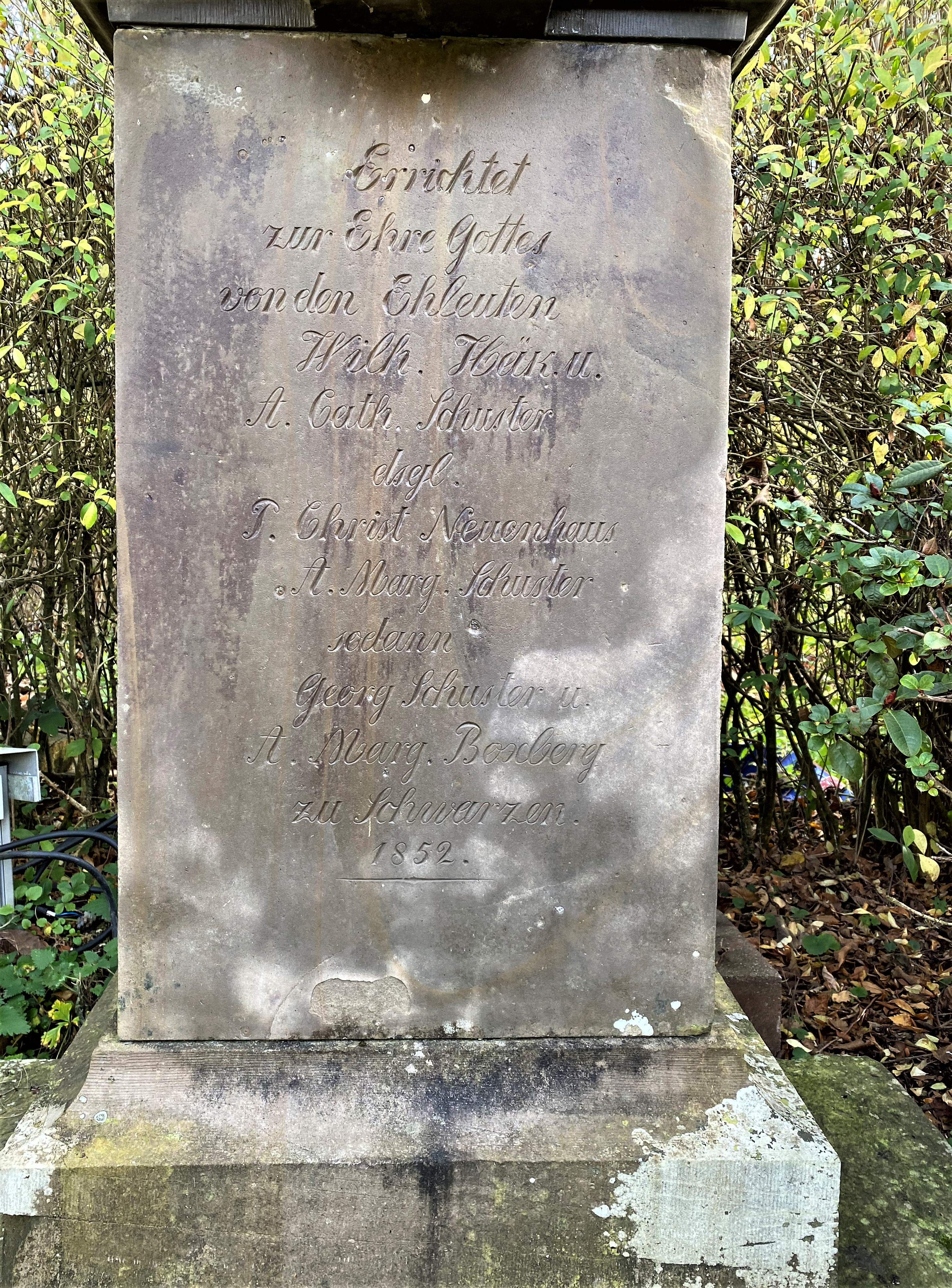
Sockelinschrift Wegekreuz
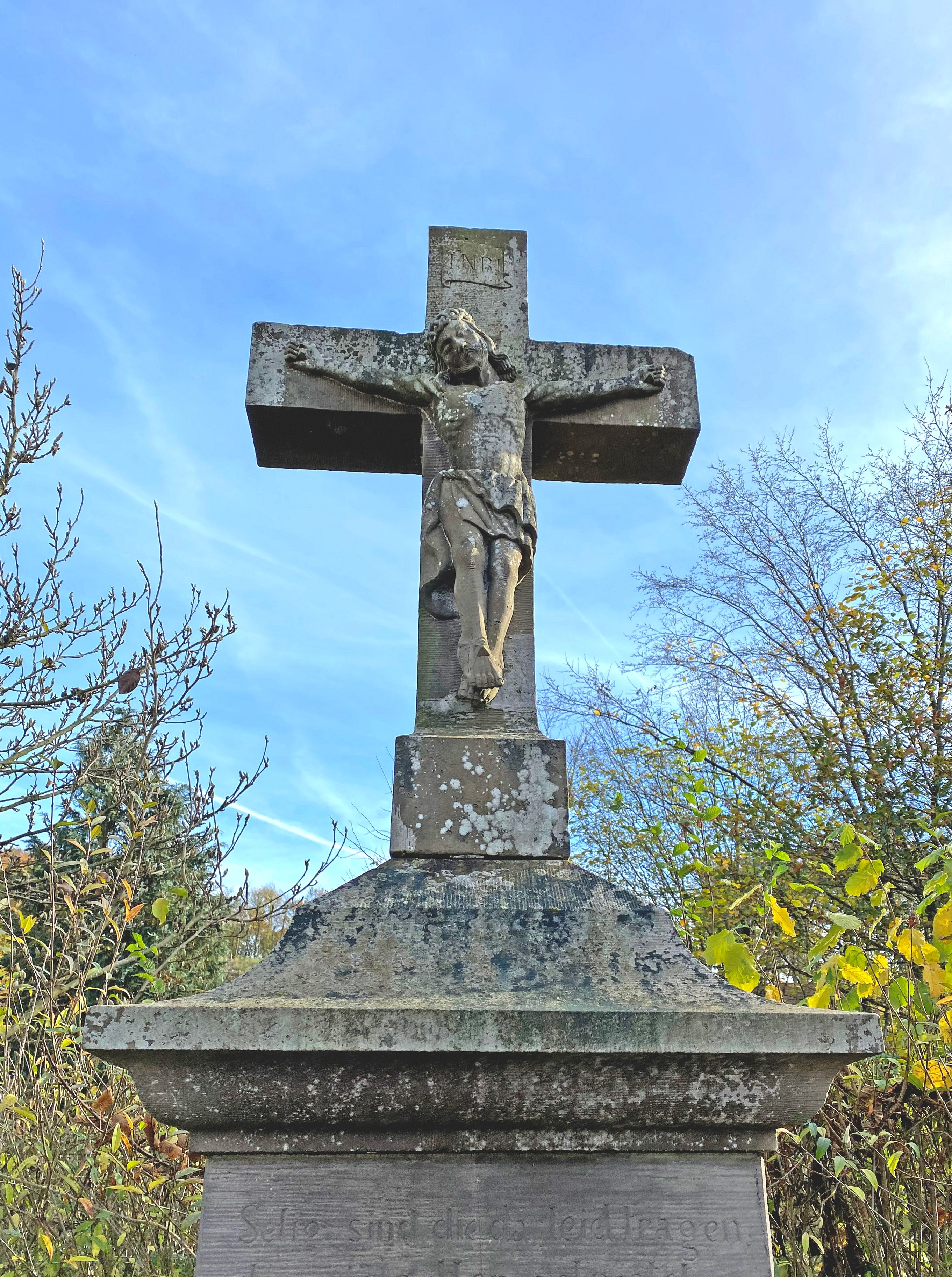
Kruzifix des Wegekreuzes